# Placiti cassinesi

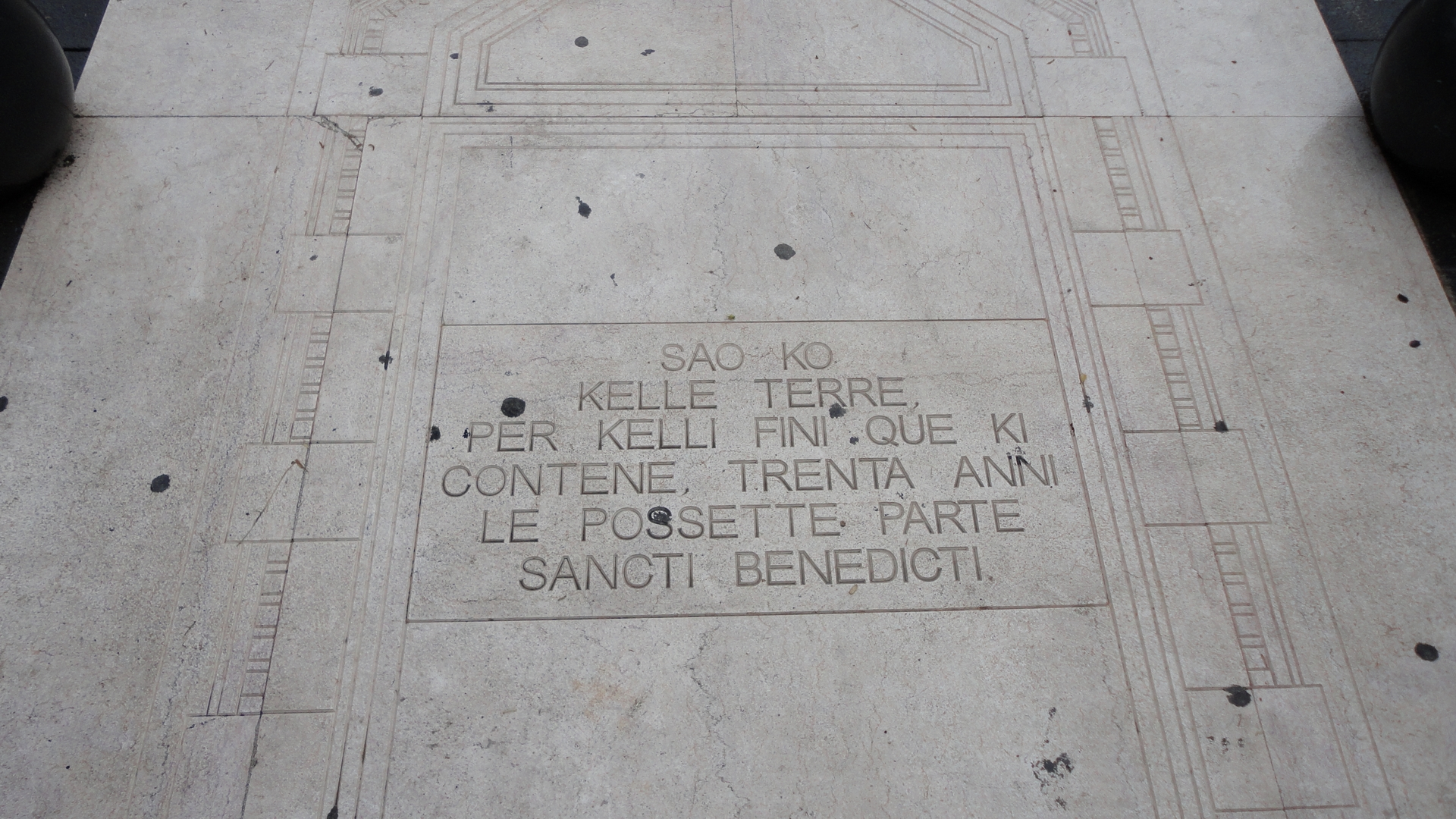
Iscrizione marmorea sul selciato di piazza Medaglie d'Oro a Capua, recante il testo del Placito Capuano sia pur errato: «kelli fini» in luogo di «kelle fini».

I Placiti cassinesi, conosciuti anche come "Placiti Campani", sono quattro testimonianze giurate (registrate tra il 960 e il 963) sull'appartenenza di certe terre ai monasteri benedettini di Capua, Sessa Aurunca e Teano; rappresentano i primi documenti di un volgare d'Italia (campano) scritti in un linguaggio che vuol essere ufficiale e dotto. Sono considerati i primi documenti in un volgare d'Italia medioevale, tra i quali il Placito di Capua, conservato all'Archivio della badia di Montecassino.

## Storia
Il primo placito capuano riguardava una contesa sui confini di proprietà tra il monastero di Montecassino e un piccolo feudatario locale, Rodelgrimo d'Aquino. Con questo documento tre testimoni, dinanzi al giudice Arechisi, deposero a favore dei Benedettini, indicando con un dito i confini del luogo che era stato illecitamente occupato da un contadino dopo la distruzione dell'abbazia nell'883 da parte dei saraceni.
La formula del Placito Capuano fu inserita nella stessa sentenza, scritta in latino, e ripetuta per quattro volte.

## Struttura
Si tratta di un gruppo compatto di quattro pergamene di argomento simile, formate da quattro placiti, precisamente tre placiti e un "memoratorio" (redatto a Teano), sulla proprietà di alcune terre appartenenti agli stessi luoghi (Capua, Teano e Sessa).
I placiti riguardano beni di tre monasteri che dipendono da Montecassino e sono stati pronunciati nei principati longobardi di Capua e di Benevento.
All'infuori delle prime tre carte di Teano, il "memoratorio", il tipo è costante nelle sue formule.
Dapprima il giudice comunica alle parti il testo della formula, in seguito tre testimoni devono pronunciarla separatamente. In questo modo la formula viene ripetuta, in tre documenti, quattro volte.

## I passi in volgare
I quattro passi in volgare sono:
(Capua, marzo 960 d.C.)
(Sessa, marzo 963 d.C)
(Teano, luglio 963 d. C)
(Teano, ottobre 963 d. C.)
Questa formula corrisponde ad altre formule simili ma scritte in latino e ritrovate a Lucca nel 822 e a San Vincenzo al Volturno nel 936, nel 954 e nel 976. I testi riguardano l'istituto giuridico dell'usucapione.
Dal momento che i testimoni erano tutti chierici o notai si presume che sarebbero stati in grado di pronunciare la formula in latino e se questo non è stato, evidentemente costoro avevano ritenuto opportuno far conoscere il contenuto a tutti quelli che erano presenti al giudizio.
La stessa cosa era avvenuta, anche se in modo più solenne, a Strasburgo dove il 14 febbraio 842 si tennero i Giuramenti di Strasburgo per concordare l'alleanza tra due dei figli di Ludovico il Pio. In questa occasione per farsi comprendere dai soldati francesi, Ludovico il Germanico aveva giurato in romana lingua (francese) e Carlo il Calvo, per farsi capire dai soldati tedeschi, in teudisca lingua (tedesco), mentre i generali prestavano il giuramento nelle rispettive lingue. In tal modo ciascuno giurava nella lingua dell'altro rendendo comprensibile il proprio giuramento al popolo che evidentemente non solo non parlava più il latino ma non avrebbe neppure compreso la lingua dell'alleato. La testimonianza di questo evento ci è data dallo storico Nitardo, nipote di Carlo Magno e cugino dei due sovrani, nelle sue Historiae.
Nei tre casi dei placiti cassinesi le parole che i testimoni devono giurare sono state preparate dal giudice e in seguito il notaio sottolineava la conformità delle dichiarazioni. Con questo vi è la certezza che questi documenti non sono la riduzione scritta di frasi pronunciate ex abrupto, ma che essi sono la testimonianza dei primi documenti di un linguaggio cancelleresco scritto con una struttura sintattica complessa.

## Analisi filologica
Per quanto riguarda i genitivi dei nomi propri contenuti nel documento si riconosce in parte Sancti Benedicti, rimasto in latino anche perché collegata alla religione cattolica, a cui appartenevano le uniche persone a conoscenza del latino, l'appartenenza a quel filone che sfocia nel tipo moderno Piazza San Benedetto, mentre i genitivi che dipendono dal verbo "essere" (Pergoldi foro, sancte Marie è) si spiegano con l'uso cancelleresco di trasportare queste forme dal dibattito orale in latino al dibattito in volgare, per poi adoperarle anche in formule scritte intenzionalmente in volgare.
Le forme tebe e bobe sono residui di dativi.
La forma sao si spiega come formazione derivante da un lato dalle forme di 2° e 3° persona, sai dal latino sapis e sae dal latino sapit e dall'altra dai presenti come ao, dao, stao che erano posseduti dai dialetti campani intorno all'anno 1000, dal momento che si ritrovano in testi semilatini, come il Codice diplomatico Cavense, che riportano abo ‘ho’ e dabo ‘do’. Al riguardo sono però sorti dei dubbi per il fatto che i dialetti meridionali odierni presentano il tipo saccio, continuatore del latino sapio, ma alla fine gli studiosi hanno confermato che ogni errore è escluso per il fatto che si tratta di carte originali e che la forma viene adoperata dodici volte.
Sono state presentate così due soluzioni:
- la prima è che a Capua e nei dintorni si fosse abbandonato nell'uso parlato il continuatore di sapio, sostituendolo con la forma analoga sao e che solo in seguito, per varie influenze, si fosse accettata la forma saccio o sazzo derivata da altri dialetti campani;
- la seconda è che sao provenga da un'area settentrionale e che rappresenti quindi un indizio di superamento del dialetto.

Un'altra forma dei placiti oggetto di studio è stata ko (Capua), con la variante cco (sao, cco, Sessa) che denota un residuo del latino quod che più tardi è confluito, insieme con ca (continuatore di quam e forse di quia) e con che o ched, dal latino quid, in un'unica forma che.

## Il diffondersi del volgare
Documenti simili divennero sempre più frequenti, documentando il diffondersi e rafforzarsi progressivo del volgare e l'intenzione di usarlo con scopi o con caratteri differenti da quelli finora usati.
Tuttavia il latino, grazie al carattere conservatore della Chiesa, restò ancora, per tutto il Duecento e oltre, lingua della cultura e occorsero parecchi secoli perché il volgare italiano, divenuto ormai lingua letteraria e culturale, raggiungesse tutti i settori del sapere.
I pregiudizi linguistici favorivano il latino soprattutto in Italia, dove le scuole religiose medievali, lo utilizzavano come lingua obbligatoria in cui impartire le lezioni. Sul ritardo nello sviluppo dell'italiano pesò dunque il prestigio della lingua di Virgilio (o piuttosto di una sua versione più volgarizzata) ma anche il latino in cui fu scritta la celebre Vulgata di San Gerolamo, padre della Chiesa (e protettore dei traduttori) che, in epoca tardo-imperiale, tradusse dal greco (divenuto poi quasi sconosciuto nell'Europa medievale) i Vangeli.
Il ritardo nello sviluppo dell'italiano, tra l'altro non poco sfavorito dalla mancanza di unità politica nella penisola e dalle faide dei signori che la dominavano, finì per consolidare quei tratti arcaici che furono invece ampiamente superati dalle lingue europee, tratti che fanno però della lingua italiana di oggi uno degli idiomi più fedeli al latino. Quando poi il letterato Pietro Bembo stese i tratti del primo italiano standard, adottò un simile atteggiamento conservatore, preferendo non ispirarsi al fiorentino della sua epoca (il Rinascimento) ma a quello di due secoli prima (Petrarca, in parte a Dante e a Boccaccio). Un atteggiamento ben più intransigente degli stessi intellettuali fiorentini ma che prevalse non solo per la potenza e il prestigio del personaggio ma per la sua influenza sull'attività del grande editore Aldo Manuzio, veneziano al pari del Bembo.
Non solo, ma modellò stilisticamente la prosa non su modelli italiani, ma direttamente sullo stile ciceroniano. Bembo riteneva anche che se una lingua era perfetta non aveva bisogno di cambiare col tempo, e tale doveva essere l'italiano se intendeva essere degno di quel nome. La resistenza all'introduzione di termini non letterari finì però per creare ostacoli a chi utilizzava e apprendeva l'italiano per scopi tecnico-scientifici, provocando controversie che, dopo avere infuocato il Risorgimento, si sarebbero trascinate fino ai giorni nostri.
Giacomo Leopardi, Alessandro Manzoni e molti altri avevano lamentato il divario tra italiano scritto e parlato dichiarando di sentirsi più a proprio agio usando la lingua francese. Fu grazie ai primi governi dell'Italia Unita e col diffondersi dell'istruzione gratuita che i tabù puristi vennero infranti mentre la circolazione di funzionari pubblici e soldati di diverse regioni per la penisola imposero l'accettazione di quei tecnicismi e colloquialismi osteggiati dai puristi.

## Il ritrovamento
I Placiti sopravvissero alle vicissitudini subite dal monastero di Montecassino che li ha ospitati per secoli. Nel Settecento vennero portati alla luce dal gaetano Erasmo Gattola (1662-1734), eminente storico e archivista del monastero.

## I placiti nella letteratura
In un passaggio del romanzo Il nome della rosa, Umberto Eco ha citato testualmente i Placiti capuani.